# قلمرو نیوفاندلند
قلمروی نیوفاندلند (انگلیسی: Dominion of Newfoundland) سرزمینی تحت سلطه بریتانیا در شرق آمریکای شمالی بود که امروزه استان نیوفاندلند و لابرادور کانادا را تشکیل می‌دهد. این سرزمین شامل جزیره نیوفاندلند و لابرادور در سرزمین اصلی قاره بود.
نیوفاندلند یکی از اولین قلمروهایی بود که طبق اعلامیه بالفور در سال ۱۹۲۶ به رسمیت شناخته شد و از جایگاه قانونی معادل دیگر قلمروهای آن زمان برخوردار بود. وضعیت نیوفاندلند به عنوان یک قلمرو خودمختار، توسط اساسنامه وست مینستر در سال ۱۹۳۱ تأیید شد، اگرچه این اساسنامه در موارد دیگر برای نیوفاندلند قابل اجرا نبود.
در سال ۱۹۳۴، نیوفاندلند تنها قلمرویی بود که از حق خودمختاری خود چشم پوشید و به ۷۹ سال حکومت مستقل پایان داد. لغو خودمختاری به دلیل بحران مالی در سال ۱۹۳۲ رخ داد. نیوفاندلند با ساخت راه‌آهن در سراسر جزیره که در دهه ۱۸۹۰ تکمیل شد و با تشکیل هنگ نظامی خود در طول جنگ جهانی اول، بدهی قابل توجهی انباشته بود. در نوامبر ۱۹۳۲، دولت هشدار داد که نیوفاندلند در پرداخت بدهی‌های عمومی خود قصور خواهد کرد. دولت بریتانیا به سرعت کمیسیون سلطنتی نیوفاندلند را برای بررسی و گزارش وضعیت تشکیل داد. گزارش این کمیسیون که در اکتبر ۱۹۳۳ منتشر شد، توصیه کرد که نیوفاندلند به‌طور موقت از حق خودمختاری خود صرف نظر کند و به بریتانیا اجازه دهد تا آن را توسط کمیسیونی منصوب اداره کند.
پارلمان نیوفاندلند این توصیه‌ها را پذیرفت و سپس دادخواستی را به پادشاه ارائه داد تا خواستار تعلیق قانون اساسی و انتصاب کمیسرهایی برای اداره دولت تا زمانی که کشور دوباره خودکفا شود، شود. پارلمان بریتانیا برای اجرای این درخواست، قانون نیوفاندلند را در سال ۱۹۳۳ تصویب کرد و در ۱۶ فوریه ۱۹۳۴، دولت بریتانیا شش کمیسر، سه نفر از نیوفاندلند و سه نفر از بریتانیا، به ریاست فرماندار منصوب کرد. نظام حکومت شش نفره تا زمان پیوستن نیوفاندلند به کانادا در سال ۱۹۴۹ و تبدیل شدن به دهمین استان کانادا ادامه یافت.

## نام و نمادهای ملی نیوفاندلند
نام رسمی این قلمرو «نیوفاندلند» بود و نه «قلمرو نیوفاندلند». این تمایز در بسیاری از قوانین، به ویژه اساسنامه وست مینستر که نام کامل هر قلمرو، از جمله «قلمرو نیوزیلند»، «قلمرو کانادا» و «نیوفاندلند» را فهرست می‌کرد، آشکار است.
پرچم سرخ نیوفاندلند به عنوان پرچم ملی غیررسمی این قلمرو تا زمانی که مجلس در ۱۵ مه ۱۹۳۱ پرچم اتحادیه را تصویب کرد، مورد استفاده قرار می‌گرفت.
سرود ملی این قلمرو «قصیده‌ای برای نیوفاندلند» بود که توسط فرماندار مستعمره بریتانیا، سر کاوندیش بویل، در سال ۱۹۰۲ در طول دوران حکومتش بر نیوفاندلند (۱۹۰۱ تا ۱۹۰۴) سروده شد. این سرود در ۲۰ مه ۱۹۰۴ به عنوان سرود ملی این قلمرو تا زمان پیوستن به کانادا در سال ۱۹۴۹ تصویب شد. در سال ۱۹۸۰، استان نیوفاندلند این آهنگ را به عنوان سرود استانی دوباره تصویب کرد. «قصیده‌ای برای نیوفاندلند» همچنان در رویدادهای عمومی در استان شنیده می‌شود. با این حال، به‌طور سنتی فقط ابیات اول و آخر خوانده می‌شود.

## ریشه‌های سیاسی
نیوفاندلند قدیمی‌ترین مستعمره انگلیس در آمریکای شمالی بود که توسط جان کابوت برای هنری هفتم پادشاه انگلستان و دوباره توسط سر هامفری گیلبرت در سال ۱۵۸۳ ادعا شد. به تدریج سکونتگاه‌های اروپایی در آن ایجاد شد. در سال ۱۸۲۵، رسماً توسط دولت بریتانیا به عنوان یک مستعمره سلطنتی به رسمیت شناخته شد. دولت بریتانیا در سال ۱۸۳۲ حکومت نماینده و در سال ۱۸۵۴ حکومت مسئول را به آن اعطا کرد. در سال ۱۸۵۵، فیلیپ فرانسیس لیتل، اهل جزیره پرنس ادوارد، اکثریت پارلمانی را بر سر هیو هویلز و محافظه‌کاران به دست آورد. لیتل اولین دولت را از سال ۱۸۵۵ تا ۱۸۵۸ تشکیل داد.
نیوفاندلند دو نماینده به کنفرانس کبک در سال ۱۸۶۴ فرستاد که منجر به کنفدراسیون کانادا شد، اما گزینه پیوستن به آن در نیوفاندلند محبوب نبود. در انتخابات عمومی ۱۸۶۹، مردم نیوفاندلند کنفدراسیون با کانادا را رد کردند. سر جان تامپسون، نخست‌وزیر کانادا، در سال ۱۸۹۲ به مذاکره برای ورود نیوفاندلند به کنفدراسیون بسیار نزدیک شد.
نیوفاندلند تا کنفرانس امپراتوری ۱۹۰۷ که تصمیم گرفت به همه مستعمرات خودمختار حاضر در کنفرانس، وضعیت قلمرو را اعطا کند، یک مستعمره باقی ماند. تعطیلات سالانه روز قلمرو هر ۲۶ سپتامبر برای بزرگداشت این مناسبت جشن گرفته می‌شد.

## نیوفاندلند در جنگ جهانی اول و پس از آن
هنگ نیوفاندلند در جنگ جهانی اول جنگید. در ۱ ژوئیه ۱۹۱۶، ارتش آلمان بیشتر این هنگ را در بومون هامل در اولین روز نبرد سم از بین برد و ۹۰ درصد تلفات به آن وارد کرد. با این حال، این هنگ در چندین نبرد بعدی با افتخار خدمت کرد و پیشوند «سلطنتی» را به دست آورد.
با وجود غرور مردم به دستاوردهای این هنگ، بدهی‌های جنگی نیوفاندلند و مسئولیت بازنشستگی هنگ و هزینه‌های نگهداری راه‌آهن سراسری جزیره منجر به افزایش و در نهایت بدهی‌های دولتی ناپایدار در دوران پس از جنگ شد.
پس از جنگ، نیوفاندلند به همراه دیگر قلمروها هیئت جداگانه‌ای را به کنفرانس صلح پاریس فرستاد، اما بر خلاف دیگر قلمروها، نیوفاندلند نه معاهده ورسای را به تنهایی امضا کرد و نه به دنبال عضویت جداگانه در جامعه ملل بود.
در دهه ۱۹۲۰، رسوایی‌های سیاسی دامن‌گیر این قلمرو شد. در سال ۱۹۲۳، دادستان کل، نخست‌وزیر نیوفاندلند، سر ریچارد اسکویرز را به اتهام فساد دستگیر کرد. کمیسیونی به ریاست توماس هالیس واکر، این رسوایی را بررسی کرد. به زودی پس از آن، دولت اسکویرز سقوط کرد. اسکویرز در سال ۱۹۲۸ به دلیل عدم محبوبیت جانشینانش، والتر استنلی مونرو و (به‌طور خلاصه) فردریک سی. آلدر دایس (پسر عموی مونرو)، به قدرت بازگشت، اما خود را در حال اداره کشوری یافت که از رکود بزرگ رنج می‌برد.
کمیته قضایی شورای خصوصی اختلاف مرزی طولانی مدت نیوفاندلند با کانادا بر سر لابرادور را با صدور حکمی در ۱ آوریل ۱۹۲۷ به نفع نیوفاندلند و علیه کانادا (و به ویژه برخلاف خواسته‌های کبک، استانی که با لابرادور هم‌مرز بود) حل و فصل کرد.
نیوفاندلند تنها به تدریج وضعیت خود را به عنوان یک قلمرو خودمختار اجرا کرد. در سال ۱۹۲۱، رسماً مقام کمیسر عالی در بریتانیا را ایجاد کرد (که سر ادگار رنی بورینگ قبلاً در سال ۱۹۱۸ این نقش را بر عهده گرفته بود) و در سال ۱۹۳۱ یک پرچم ملی و یک وزارت امور خارجه تأسیس کرد. اگرچه مجلس نیوفاندلند به تصویب اساسنامه وست مینستر رضایت داد، اما هنگامی که این اساسنامه نهایی شد، هیئت نیوفاندلند درخواست کرد که این اساسنامه تا زمانی که مجلس به اجرای آن رضایت نداده است، در نیوفاندلند لازم‌الاجرا نشود. مجلس نیوفاندلند هرگز رضایت خود را اعلام نکرد، بنابراین این اساسنامه تا زمان پیوستن به کانادا در نیوفاندلند لازم الاجرا نبود.

## پایان حکومت مسئول
نیوفاندلند به عنوان یک کشور کوچک که عمدتاً به صادرات ماهی، کاغذ و مواد معدنی متکی بود، به شدت تحت تأثیر رکود بزرگ قرار گرفت. ناامیدی اقتصادی همراه با خشم از فساد دولت منجر به نارضایتی عمومی از حکومت دموکراتیک شد. در ۵ آوریل ۱۹۳۲، جمعیتی بالغ بر ۱۰ هزار نفر به سمت ساختمان استعماری (محل مجلس نمایندگان) راهپیمایی کردند و نخست‌وزیر اسکویرز را مجبور به فرار کردند. اسکویرز در انتخاباتی که بعداً در سال ۱۹۳۲ برگزار شد، شکست خورد. دولت بعدی، به رهبری آلدر دایس، از دولت بریتانیا خواست تا زمانی که نیوفاندلند بتواند خودکفا شود، کنترل مستقیم را به دست گیرد. بریتانیا، با نگرانی از احتمال عدم پرداخت بدهی‌های جنگ توسط نیوفاندلند، کمیسیون سلطنتی نیوفاندلند را به ریاست یک لرد اسکاتلندی، لرد آمولری، تأسیس کرد. گزارش این کمیسیون که در سال ۱۹۳۳ منتشر شد، فرهنگ سیاسی نیوفاندلند را ذاتاً فاسد و چشم‌انداز اقتصادی آن را تاریک ارزیابی کرد و از لغو حکومت مسئول و جایگزینی آن با کمیسیون دولت بریتانیا حمایت کرد. با توجه به توصیه‌های این گزارش، دولت آلدر دایس در دسامبر ۱۹۳۳ به انحلال خود رأی داد.
در سال ۱۹۳۴، پارلمان بریتانیا قانون نیوفاندلند، ۱۹۳۳ را تصویب کرد که مجلس نیوفاندلند را به حالت تعلیق درآورد و کمیسیون دولت را تأسیس کرد. نامه‌هایی که تحت این قانون تصویب شد، مقرر می‌کرد که نیوفاندلند توسط فرماندار که به وزیر مستعمرات در لندن گزارش می‌داد و کمیسیونی که توسط دولت بریتانیا منصوب می‌شد، اداره شود. نیوفاندلند فقط در اسم یک قلمرو باقی ماند. دیوان عالی نیوفاندلند اعلام کرد که تسلیم حکومت مسئول و تأسیس کمیسیون دولت «... جزیره را به وضعیت یک مستعمره سلطنتی محض تقلیل می‌دهد».

## نیوفاندلند در جنگ جهانی دوم و پیوستن به کانادا
رکود بزرگ تا زمان شروع جنگ جهانی دوم در سال ۱۹۳۹ ادامه داشت. با توجه به موقعیت استراتژیک نیوفاندلند در نبرد اقیانوس اطلس، متفقین (به ویژه ایالات متحده آمریکا) پایگاه‌های نظامی زیادی در آنجا ساختند. تعداد زیادی از مردان غیر ماهر با کار در ساخت و ساز و خدمه اسکله، اولین حقوق خود را در سال‌های اخیر به دست آوردند. درآمد ملی دو برابر شد زیرا رونق اقتصادی در شبه جزیره آوالون و در درجه کمتر در گاندر، بات وود و استیون ویل رخ داد. ایالات متحده به تأمین کننده اصلی تبدیل شد و پول و نفوذ آمریکا به سرعت از پایگاه‌های نظامی، دریایی و هوایی پخش شد. رونق به صنعت ماهیگیری تا سال ۱۹۴۳ بازگشت. درآمدهای دولت، با کمک تورم و درآمد جدید، چهار برابر شد، حتی اگر نیوفاندلند نرخ مالیات بسیار کمتری نسبت به کانادا، بریتانیا یا ایالات متحده داشت. در کمال تعجب همگان، نیوفاندلند شروع به تأمین مالی وام به لندن کرد. رونق زمان جنگ به رکود طولانی پایان داد و سؤال وضعیت سیاسی را دوباره باز کرد.
در اکتبر ۱۹۴۳، ایستگاه هواشناسی کورت در نیوفاندلند برپا شد که تنها عملیات مسلحانه آلمان نازی در خشکی در آمریکای شمالی را رقم زد.
یک حزب سیاسی جدید در نیوفاندلند برای حمایت از روابط نزدیکتر با ایالات متحده تشکیل شد، حزب اتحادیه اقتصادی، که کارل مک نیل ارل آن را «جنبشی کوتاه مدت اما پر جنب و جوش برای اتحاد اقتصادی با ایالات متحده» توصیف می‌کند. طرفداران اتحاد با کانادا، حزب اتحادیه اقتصادی را جمهوری‌خواه، بی وفا و ضد بریتانیایی محکوم کردند. هیچ ابتکار آمریکایی برای اتحادیه هرگز ایجاد نشد.

## کنوانسیون ملی و همه‌پرسی
به محض بازگشت رونق در طول جنگ، تلاش برای پایان دادن به کمیسیون آغاز شد. نیوفاندلند، با ۳۱۳۰۰۰ نفر جمعیت (به علاوه ۵۲۰۰ نفر در لابرادور)، برای استقلال بسیار کوچک به نظر می‌رسید. در سال ۱۹۴۵، لندن اعلام کرد که یک کنوانسیون ملی نیوفاندلند برای مشاوره در مورد اینکه چه گزینه‌های قانون اساسی باید در همه‌پرسی به رای گذاشته شود، انتخاب خواهد شد. اتحاد با ایالات متحده یک احتمال بود، اما بریتانیا این گزینه را رد کرد و در عوض دو گزینه ارائه داد: بازگشت به وضعیت قلمرو یا ادامه کمیسیون نامحبوب. کانادا با بریتانیا همکاری کرد تا اطمینان حاصل شود که گزینه روابط نزدیکتر با آمریکا در همه‌پرسی وجود ندارد.
در سال ۱۹۴۶، انتخاباتی برای تعیین اعضای کنوانسیون ملی نیوفاندلند برگزار شد که وظیفه تصمیم‌گیری در مورد آینده نیوفاندلند را بر عهده داشت. کنوانسیون به برگزاری همه‌پرسی برای تصمیم‌گیری بین ادامه کمیسیون دولت یا بازگرداندن حکومت مسئول رأی داد. جوی اسمال وود شخصیت رادیویی، نویسنده، سازمان دهنده و ملی‌گرای مشهوری بود که مدت‌ها حکومت بریتانیا را مورد انتقاد قرار داده بود. او رهبر کنفدراسیون شد و برای گنجاندن گزینه سوم - کنفدراسیون با کانادا - تلاش کرد. کنوانسیون پیشنهاد او را رد کرد، اما او تسلیم نشد، در عوض بیش از ۵۰۰۰ امضا در عرض دو هفته جمع‌آوری کرد که از طریق فرماندار برای لندن فرستاد. بریتانیا اصرار داشت که هیچ کمک مالی بیشتری به نیوفاندلند نخواهد داد، اما این گزینه سوم پیوستن نیوفاندلند به کانادا را به برگه رای اضافه کرد. پس از بحث‌های فراوان، اولین همه‌پرسی در ۳ ژوئن ۱۹۴۸ برگزار شد تا بین ادامه کار با کمیسیون دولت، بازگشت به وضعیت قلمرو یا پیوستن به کنفدراسیون کانادا تصمیم‌گیری شود.
سه حزب در مبارزات همه‌پرسی شرکت کردند: انجمن کنفدراسیون اسمال وود برای گزینه کنفدراسیون مبارزه کرد در حالی که در کمپین ضد کنفدراسیون، لیگ حکومت مسئول پیتر کشین و حزب اتحادیه اقتصادی چسلی کراسبی (که هر دو خواستار رأی به حکومت مسئول بودند) شرکت کردند. هیچ حزبی از درخواست از بریتانیا برای ادامه کمیسیون دولت حمایت نکرد. کانادا با شرایط مالی سخاوتمندانه‌ای دعوت به پیوستن به آن صادر کرده بود. اسمال وود طرفدار اصلی کنفدراسیون با کانادا بود و اصرار داشت: «امروز ما بیشتر تمایل داریم که احساس کنیم که مردانگی ما، خلقت ما توسط خدا، ما را به استانداردهای زندگی نه پایین‌تر از برادرانمان در سرزمین اصلی محق می‌کند.» به دلیل پافشاری، او موفق شد گزینه کانادا را در همه‌پرسی قرار دهد. مخالفان اصلی او کشین و کراسبی بودند. کشین، وزیر دارایی سابق، رهبری لیگ حکومت مسئول را بر عهده داشت و نسبت به واردات ارزان کانادا و مالیات بر درآمد بالای کانادا هشدار داد. کراسبی، رهبر صنعت ماهیگیری، رهبری حزب اتحادیه اقتصادی با ایالات متحده را بر عهده داشت و به دنبال حکومت مسئول ابتدا بود و پس از آن روابط نزدیکتر با ایالات متحده که می‌توانست منبع اصلی سرمایه باشد.
نتیجه بی‌نتیجه بود، ۴۴٫۵ درصد از بازگشت به وضعیت قلمرو، ۴۱٫۱ درصد از کنفدراسیون با کانادا و ۱۴٫۳ درصد از ادامه کمیسیون دولت حمایت کردند. از آنجایی که هیچ گزینه‌ای حداقل ۵۰ درصد آرا را به دست نیاورد، قرار شد همه‌پرسی دوم با دو گزینه برتر از اولین همه‌پرسی در ۲۲ ژوئیه برگزار شود. همه‌پرسی دوم، در ۲۲ ژوئیه ۱۹۴۸، از مردم نیوفاندلند خواست تا بین کنفدراسیون و وضعیت قلمرو یکی را انتخاب کنند و نتیجه ۵۲ به ۴۸ درصد به نفع کنفدراسیون بود. نیوفاندلند در ساعات پایانی ۳۱ مارس ۱۹۴۹ به کانادا پیوست.